# 산불 (1977년 영화)
《산불》은 1977년 공개된 대한민국의 영화이다.

## 배역
- 신성일
- 전계현
- 선우용여

## 수상
- 1977년 제16회 대종상 여우조연상 - 선우용여
- 1977년 제3회 현대영화비평가그룹상 남우주연상 - 신성일[1]